# 动态静图

一张动态静图。画面左侧的草会微微摆动。

动态静图（英語：Cinemagraphs）也称动态照片、局部動態攝影照片，是使一张静物照片中的某部分发生细微、重复运动，制成有视频剪辑效果的动态图片。此种图片通常发布为一个GIF或某种视频格式，给观看者一种观看动画的感觉。
动态静图的制作过程是，先拍摄一系列照片或者录像，然后使用图像编辑软件将照片或视频帧合成为连续帧的无缝循环。其中一点是将其他背景静止，而将要突出的运动部分制作为重复、持续的运动动画。
单词“cinemagraph”由美国摄影师Kevin Burg和Jamie Beck创造，他们自2011年起使用这种技术“动画化”他们的时尚和新闻照片。